# Görgény (folyó)
A Görgény (románul Gurghiu) folyó Romániában, Erdélyben, Maros megyében, a Maros bal oldali mellékfolyója. A Görgényi-havasok nyugati oldalában, Laposnyatelepnél keletkezik három patak összefolyásából, majd nyugatnak tart és Szászrégen közelében ömlik a Marosba.

## Nevének eredete
A Székely Ferenc helyi lelkész által idézett kézenfekvő magyarázat szerint a folyó neve a „görgetni” szóból ered, mivel olvadáskor és esőzésekkor köveket, sziklákat, fatörzseket görgetett a völgy felé. Ez azonban nem túl valószínű, mivel a környék vízfolyásai egyedibb neveket viselnek, melyek nem adott tulajdonságokat írnak le.
Kiss Lajos nyelvész az 1281-ben adatolt és talán német eredetű Gergen személynévvel hozza összefüggésbe, Rásonyi László pedig egy török közszóból eredezteti, melynek párhuzama az oszmán-török gürgen (ağacı) vagyis bükk(fa). Gustav Kisch szerint a név a német Burg (vár) szóból ered, vagyis a Görgényszentimre fölött emelkedő 14. századi várról nevezték el a vidéket, és ezáltal a folyót és a hegységet is. Román etimológusok szerint a Gurghiu név eredete a latin gurgulio, amely gurguiként honosodott meg a románban hegyormot, magaslatot jelentve (a görgényszentimrei vár dombjára utalva), a magyar elnevezés pedig a román átvétele.

## Leírása
A Görgényi-havasok nyugati oldalában, Laposnyatelepnél keletkezik az Öreg-havas (Vf. Bătrâna) alatt eredő Laposnya patak (Pârâul Lăpușna), a Kereszt-hegy (Vf. Cristigiu) alatt eredő Fehér-ág (Creanga Albă), és a Mező-havas (Vf. Saca Mare) alatt eredő Székely patak (Secueului) összefolyásából. A folyó végig nyugatnak tart a Görgényi-havasok két mellékgerince által közrezárt 55 kilométer hosszú völgyben, majd Szászrégennel szemben ömlik a Marosba. Nagy esése miatt (80-100 m/km) olvadásnál és nagyobb esőzéseknél a folyó megárad, gyakran kilép a medréből, és meg is változtathatja medrét.
A völgy aszimmetrikus volta miatt a Görgény jobb oldali mellékvizei hosszabbak és északkelet-délnyugat irányúak, míg a bal oldaliak rövidebbek és többségükben dél-észak irányúak. A jobb oldali mellékvizek közül jelentősebb az ugyancsak a Görgényi-havasokban eredő Fancsal (Fâncelului), Iszticsó (Isticeu), Kásva (Cașva), a bal oldaliak közül pedig a Sziród (Sirodului) és az Orsova (Orșova) patakok.

### Fauna
A folyó egész hosszán megtalálható a márna (Barbus fluviatilis), paduc (Chondrostoma nasus), nyúldomolykó (Leuciscus dobula), botos kölönte (Cottus gobio). A forrásvidéken előfordul a sebes pisztráng (Salmo trutta), az alsó folyásánál pedig a pénzes pér (Thymallus thymallus).

## Helytörténet
A Görgény völgyét már az újkőkorszakban is lakták; egy Görgényadorján melletti barlangban nyílhegyeket és egy csiszolt kőbaltát találtak. Az ókorban géta-dák pásztorkodó népek éltek itt, a római hódítás pedig nem volt különösebb hatással a félreeső, nyirkos, rossz termőföldű helyre. A 11. században Erdély a magyarok fennhatósága alá került, a Görgényi-havasok és a Görgény folyó völgye pedig a 13. században létrehozott görgényi kincstári uradalom része lett, amelyhez 27 falu (a 16. században már 34 falu) tartozott. Az uradalomnak 1717 és 1869 között a Bornemisza család volt a haszonbérlője, akik a görgényszentimrei Rákóczi–Bornemisza-kastélyt is birtokolták.
Az uradalom birtokosai a kézművességet, ipart is támogatták (malmok, sóbányászat, gyárak). A Görgény folyón papírmalom is működött, ahol író- és csomagolópapírt gyártottak: legelőször 1688-ban említik, 1714-ben újjáépítették, majd 1873-ban bezárták, mivel nem volt nyereséges.
Erdély elcsatolása után a román hadsereg 1918. december 8-án hatolt be a Görgény völgyébe. A második világháború alatt, 1944. szeptemberében hetekig tartó csaták dúltak a völgyben a németek és a románok illetve a szovjetek között.
A völgyben aszfaltozott országút húzódik, egészen Laposnyatelepig. 1904-ben keskeny nyomtávú erdészvasutat is építettek, mellyel a kitermelt fákat szállították a Szászrégen melletti fűrésztelepekre és deszkagyárakba, továbbá személyszállítás is folyt rajta. Az 1960-as években mellékvonalaival együtt 115 kilométert tett ki, azonban az 1970-es évek árvizei annyira megrongálták, hogy újjáépítése nem volt gazdaságos, így teljes egészében felszámolták.

### Települések a folyó mentén
- Laposnyatelep (Lăpușna)
- Alsófancsal (Fâncelu de Jos)
- Disznópatak (Brădețelu)
- Zimc (Zimți)
- Blidirászaházcsoport (Blidireasa)
- Dulcsa (Dulcea)
- Tyiszó (Tisieu)
- Tyiró (Tireu)
- Sziródrész (Pârâu Mare)
- Erdődubiste (Dubiștea de Pădure)
- Erdőlibánfalva (Ibănești-Pădure)
- Toka (Toaca)
- Libánfalva (Ibănești)
- Görgényhodák (Hodac)
- Kásva (Cașva)
- Görgényszentimre (Gurghiu)
- Görgényadorján (Adrian)
- Görgénysóakna (Jabenița)
- Görgényoroszfalu (Solovăstru)
- Szászrégen (Reghin)

## Turizmus
- A Görgény völgye vadregényes szépségű, a folyó közelében, Görgényszentimre mellett fekszik Görgény vára, mely az erdélyi fejedelmek korában játszott nagy szerepet. A várat a Rákóczi-szabadságharc után rombolták le.
- 42 km hosszú aszfaltozott út vezet Szászrégenből a folyó völgyében felfelé a Görgényi-havasokba. A vidéket Görgényszentimre és Görgényüvegcsűr kivételével  napjainkban románok lakják, akik főleg fakitermeléssel foglalkoznak.
- Görgénysóaknai melegvízű sós fürdő.